# アンナ・マクギャリグル
アンナ・マクギャリグル（Anna McGarrigle、CM、1944年12月4日 - ）は、2010年に亡くなった妹のケイト・マクギャリグルと共にレコーディングおよび演奏したカナダのフォーク・ミュージック・シンガーソングライター。 

## 生い立ち
アンナ・マクギャリグルは、モントリオール美術学校 (École des beaux-arts de Montréal)（1964年-1968年）で絵画を学んだ。 :212,229–230

## 音楽キャリア
1960年代、 モントリオール出身のケイトとアンナ・マクギャリグルは、学校に通いながらモントリオールの急成長するフォーク・シーンに身を置いた。 :7–8 1963年から1967年にかけては、ジャック・ニッセンソン、ピーター・ウェルドンと組んでフォーク・グループ、マウンテン・シティ・フォーを結成した。:9–10 姉妹は、21世紀に入っても曲を書いたり、チェイム・タネンバウム、ジョエル・ジフキンという馴染みのミュージシャンとレコーディングしたり、演奏したりしていた。:11,83
マクギャリグルはソングライターでもあった。彼女の曲「ハート・ライク・ア・ホイール (Heart Like a Wheel)」はリンダ・ロンシュタットの1975年アルバム『悪いあなた (原題：Heart Like a Wheel)』のタイトルトラックで、彼女の曲「Cool River」はマリア・マルダーによって録音された。
2016年、アンナと姉のジェーンは、『Mountain City Girls』という本を一緒に書いた。

## 私生活
マクギャリグルは1977年8月25日にオンタリオ州ホークスベリーでジャーナリストのデーン・ランケンと結婚した。 :44 彼女とランケンには、シルヴァン（Sylvan、1977年生まれ）とリリー（Lily、1979年生まれ）という2人の子供がいる。:44

## 受賞
ケイトとアンナの1976年のデビュー・アルバム『ケイト&アンナ・マクギャリグル・ファースト』は『メロディ・メイカー』誌によって年間最優秀レコードとして選ばれた。 1993年に彼女はカナダ騎士団のメンバーになった。
2人のアルバム『マタペディア』（1996年）と『マクギャリグル・アワー』（1998年）がジュノー賞を受賞した。1999年にケイトとアンナはWomen of Originality賞を受賞し、2006年にはSOCAN 生涯功労賞を受賞した。 2017年、彼女はケベック・アーツ・アンド・レターズ・アワードを受賞した。

## ディスコグラフィ

### ケイト&アンナ・マクギャリグル
- 『ケイト&アンナ・マクギャリグル・ファースト』 - Kate & Anna McGarrigle (1976年)
- 『ダンサー・ウィズ・ブルーズド・ニーズ』 - Dancer with Bruised Knees (1977年)
- 『プロント・モント』 - Pronto Monto (1978年)
- Entre la jeunesse et la sagesse (1980年) ※『French Record』というタイトルでも知られている
- 『ラヴ・オーバー・アンド・オーバー』 - Love Over and Over (1982年)
- Heartbeats Accelerating (1990年)
- 『マタペディア』 - Matapédia (1996年) ※1997年ジュノー賞（グループによる年間ルーツ＆トラディショナル・アルバム）を受賞
- 『マクギャリグル・アワー』 - The McGarrigle Hour (1998年) ※1999年ジュノー賞（グループによる年間ルーツ＆トラディショナル・アルバム）を受賞
- La vache qui pleure (2003年)
- 『マクギャリグル・クリスマス・アワー』 - The McGarrigle Christmas Hour (2005年)
- ODDiTTiES (2010年)
- 『テル・マイ・シスター』 - Tell My Sister (2011年)
- Sing Me the Songs：Celebrating the Works of Kate McGarrigle (2013年)